# Sorrentini
Sorrentini è una frazione del comune di Patti (ME), che si erge su un territorio collinare e dista circa 71 chilometri dal capoluogo di provincia.
Per raggiungere Sorrentini, bisogna salire in direzione di Montagnareale appena usciti dal casello di Patti. La piccola frazione conta poco più di 200 abitanti, e, prima dell'unità d'Italia, era stato un Comune autonomo. Da Sorrentini si ha una vista completa di ciò che si ha intorno: dal golfo di Patti a capo Milazzo, da Santuario di Tindari all'Etna. È anche visibile tutto l'arcipelago delle Eolie. Salendo sulla collinetta si raggiunge il paesino di Gioiosa Vecchia (o Gioiosa Guardia), ora abbandonato e in rovina. Sono ancora visibili molti reperti del vecchio paesino, e, a seguito di scavi recenti di vari utensili di studio storico.
Sorrentini si distingue dalle altre frazioni di Patti, anche dalla festa paesana di San Teodoro, a cui i cittadini sono molto devoti. La festività è celebrata la seconda domenica di Agosto. È contraddistinta dalla processione con le Pannuse, ovvero il fiore dell'ampelodesmo alte all'incirca 2 m, che vengono portate dapprima in processione per le strade paesane, e poi vengono bruciate davanti al sagrato della Chiesa, per commemorare la morte di San Teodoro, che, secondo la leggenda, sarebbe morto ballando e cantando legato ad un palo. La festività si conclude con la peregrinatio del Santo per le vie paesane: portato a spalla, accompagnato dalla banda e dagli abitanti, concludendosi poi, di sera, con uno spettacolo pirotecnico.
Altra festività religiosa è la festa dei Tre Santi, oltre S. Giuseppe vengono portati in processione La Madonna col Bambino e S. Nicola. Tale festività si festeggia nel giorno di S. Giuseppe, ed è l'evoluzione di un'antica usanza, il cui compito era assicurare un buon raccolto benedicendo le coltivazioni del paesino. Inoltre, al Sacerdote spettava il primo pesce della tonnara di Roccabianca.
Oltre alle festività religiose, vi è da ricordare la fontana Denti del XVII secolo dedicata ai principi di Piraino, allora detentori del potere in quella zona. Oltre alla fontana è presente anche un piccolo museo etnoantropologico aperto nel 1995.